# Dubowka
Dubowka (ros. Дубовка) – miasto w Rosji, w obwodzie wołgogradzkim.
Założone w 1732 roku, w 1925 roku nabyło prawa miejskie. Miasto rejonowego podporządkowania (rejon dubowski obwodu wołgogradzkiego), centrum rejonu dubowskiego.